# 铁锅店耶稣圣心堂
铁锅店耶稣圣心堂是天主教天津教区位于天津市北辰区铁锅店村的一所圣堂。该堂历史较悠久，始建于1923年，占地200多平方米。

## 历史沿革
该堂历史上多次被毁又重建，今天的圣堂建于2006年。
历任本堂包括张伯雅神父（1946）、孙神父（1952）。天津教区前“自选自圣”主教石洪臣曾在此服务。现任本堂孟向阳神父。